# Trigonopleura dubia
Trigonopleura dubia là một loài thực vật có hoa trong họ Peraceae. Loài này được (Elmer) Merr. miêu tả khoa học đầu tiên năm 1916.